# Pont-de-Chéruy
Pont-de-Chéruy är en kommun i departementet Isère i regionen Auvergne-Rhône-Alpes i sydöstra Frankrike. Kommunen ligger i kantonen Pont-de-Chéruy som tillhör arrondissementet Vienne. År 2022 hade Pont-de-Chéruy 6 107 invånare.

## Befolkningsutveckling
Antalet invånare i kommunen Pont-de-Chéruy
Referens:INSEE